# Батыцкая, Софья
Софья Батыцкая (пол. Zofia Batycka) — польская актриса театра и кино. Мисс Польши 1930 года. Вице-мисс Европа (1930). Мисс Парамаунт (1931). 

## Биография
Софья Батыцкая родилась 22 августа 1907 года во Львове.
После окончании гимназии, поступила в Варшавскую главную торговую школу. Дебютировала в фильме будучи студенткой.
В 1930 году выиграла конкурс Мисс Польши. Впоследствии выиграла титул Вице-мисс Европа (1930) и Мисс Парамаунт (1931). После этого американское агентство International Artists предложило ей контракт, подписав который София выехала в США. С отъездом Софии границу связан один конфуз — в 1931 году конкурс Мисс Польши не смогли провести, потому что Батыцкая «забыла» отдать переходную корону.
В течение двух лет в Голливуде Батыцкая была не востребована и не смогла сняться в кино, после чего в 1934 году вернулась в Польшу и некоторое время играла на театральной сцене.
Вскоре вышла замуж за подданного Нидерландов и переехала в Антверпен. На постоянное проживание в США уехала уже после окончания Второй Мировой войны.
После смерти мужа Софья зарабатывала на жизнь и помогала матери за счёт преподавания языков (она свободно владела четырьмя, в том числе знала эсперанто), а затем устроилась на работу в галерею Back Street Antiques.
В старости София оказалась в доме престарелых, где и умерла 9 июня 1989 года в Лос-Анджелесе, забытая всеми.
Считается предвестником польского эротического кино — в фильме «Мораль пани Дульской» можно увидеть её оголённые ноги (колени, икры и немного бедра), отражённые в зеркале. Это событие в то время (1930) вызвало шумный скандал.

## Избранная фильмография
- 1929 — Греховная любовь / Grzeszna miłość
- 1929 — Дорогой позора / Szlakiem hańby
- 1930 — Мораль пани Дульской / Moralność Pani Dulskiej
- 1931 — Десятеро из Павиака / Dziesięciu z Pawiaka
- 1931 — Женщина, которая смеётся